# Harry Lundahl
Harry Lundahl (né le 16 octobre 1905 à Helsingborg en Suède et mort le 2 mars 1988) était un joueur et entraîneur de football suédois.

## Biographie

### Joueur
Surnommé Studenten (« l'étudiant »), il commence par jouer en 1917 dans un club local, le BK Drott où il reste jusqu'en 1927.
En 1927, il commence sa carrière professionnelle à Helsingborgs IF où il reste jusqu'en 1931, lorsqu'il signe à l'IFK Eskilstuna. En 1935, il retourne dans son ancien club et finit sa carrière en 1938.
Au niveau international, il évolue avec l'équipe de Suède, et est sélectionné par l'entraîneur hongrois József Nagy pour participer la coupe du monde 1934 en Italie, où sa sélection parvient jusqu'en quarts-de-finale.

### Entraîneur
Après sa retraite de joueur, il devient entraîneur. Il prend tout d'abord les rênes du Malmö BI pendant deux saisons en 1935. De 1937 à 1941, il s'occupe du Malmö FF.
Il a également été le sélectionneur de l'équipe de Suède de football entre 1940 et 1941.